# Aerosani
Aerosani (rusko aэросани) so vozilo, opremljeno s smučkami (sankami), ki se uporablja za vožnjo po snegu in ledu. Ima nameščen batni motor, ki pogaja letalski vijak. Uporabljajo se za dostavo tovora, medicinske pomoči, patruliranje in rekreacijo. Aerosani so izumili Rusi v 1900ih. Med drugo svetovno vojno jih je uporabljala Rdeča armada.
Prve aerosani je zgradil Sergej Neždanovski med letoma 1903–1905. Kasneje, v letih 1909–1910, je svoj model testiral rusko-ameriški helikopterski konstruktor Igor Sikorski. Ti primerki so bili grajeni iz vezanega lesa, poganjali pa so jih stari letalski motorji.